# Lijst van Amerikaanse records zwemmen
Deze lijst van Amerikaanse records zwemmen is een overzicht van de huidige (bijgewerkt tot en met 7 november 2009), door USA Swimming erkende Amerikaanse records op de verschillende wedstrijdonderdelen binnen de zwemsport. Dit overzicht bevat zowel de Amerikaanse records op de langebaan (50 meterbad) als die op de kortebaan (25 meterbad).

## Langebaan (m)
| Legenda:            |
| Huidig wereldrecord |

### Mannen
(Bijgewerkt tot 08/12/2012)
| Afstand              | Zwemmer                                                    | Club                        | Tijd     | Datum            | Plaats       |
| -------------------- | ---------------------------------------------------------- | --------------------------- | -------- | ---------------- | ------------ |
| Vrije slag           |                                                            |                             |          |                  |              |
| 50 meter             | Cullen Jones                                               | Team USA                    | 21,40    | 31 juli 2009     | Rome         |
| 100 meter            | David Walters                                              | Team USA                    | 47,33    | 30 juli 2009     | Rome         |
| 200 meter            | Michael Phelps                                             | Team USA                    | 1.42,96  | 12 augustus 2008 | Peking       |
| 400 meter            | Larsen Jensen                                              | Team USA                    | 3.42,78  | 10 augustus 2008 | Peking       |
| 800 meter            | Larsen Jensen                                              | Team USA                    | 7.45,63  | 27 juli 2005     | Montreal     |
| 1500 meter           | Larsen Jensen                                              | Team USA                    | 14.45,29 | 21 augustus 2004 | Athene       |
| Rugslag              |                                                            |                             |          |                  |              |
| 50 meter             | Randall Bal                                                | California Capital Aquatics | 24,33    | 5 december 2008  | Eindhoven    |
| 100 meter            | Aaron Peirsol                                              | Longhorn Aquatics           | 51,94    | 9 juli 2009      | Indianapolis |
| 200 meter            | Aaron Peirsol                                              | Team USA                    | 1.51,92  | 31 juli 2009     | Rome         |
| Schoolslag           |                                                            |                             |          |                  |              |
| 50 meter             | Mark Gangloff                                              | Team USA                    | 26,86    | 29 juli 2009     | Rome         |
| 100 meter            | Eric Shanteau                                              | Team USA                    | 58,96    | 26 juli 2009     | Rome         |
| 200 meter            | Eric Shanteau                                              | Team USA                    | 2.07,42  | 30 juli 2009     | Rome         |
| Vlinderslag          |                                                            |                             |          |                  |              |
| 50 meter             | Bryan Lundquist                                            | Stingrays Swimming          | 22,91    | 18 juli 2008     | Knoxville    |
| 100 meter            | Michael Phelps                                             | Team USA                    | 49,82    | 1 augustus 2009  | Rome         |
| 200 meter            | Michael Phelps                                             | Team USA                    | 1.51,51  | 29 juli 2008     | Rome         |
| Wisselslag           |                                                            |                             |          |                  |              |
| 200 meter            | Ryan Lochte                                                | Team USA                    | 1.54,00  | 28 juli 2011     | Sjanghai     |
| 400 meter            | Michael Phelps                                             | Team USA                    | 4.03,84  | 10 augustus 2008 | Peking       |
| Vrije slag estafette |                                                            |                             |          |                  |              |
| 4x100 meter          | Michael Phelps Garrett Weber-Gale Cullen Jones Jason Lezak | Team USA                    | 3.08,24  | 11 augustus 2008 | Peking       |
| 4x200 meter          | Michael Phelps Ricky Berens David Walters Ryan Lochte      | Team USA                    | 6.58,55  | 31 juli 2009     | Rome         |
| Wisselslagestafette  |                                                            |                             |          |                  |              |
| 4x100 meter          | Aaron Peirsol Eric Shanteau Michael Phelps David Walters   | Team USA                    | 3.27,28  | 2 augustus 2009  | Rome         |

### Vrouwen
(Bijgewerkt tot 08/12/2012)
| Afstand              | Zwemmer                                                  | Club                          | Tijd     | Datum            | Plaats        |
| -------------------- | -------------------------------------------------------- | ----------------------------- | -------- | ---------------- | ------------- |
| Vrije slag           |                                                          |                               |          |                  |               |
| 50 meter             | Dara Torres                                              | Team USA                      | 24,07    | 17 augustus 2008 | Peking        |
| 100 meter            | Amanda Weir                                              | Team USA                      | 53,02    | 30 juli 2009     | Rome          |
| 200 meter            | Allison Schmitt                                          | Team USA                      | 1.53,61  | 31 juli 2012     | Londen        |
| 400 meter            | Allison Schmitt                                          | Team USA                      | 4.02,20  | 29 juli 2012     | Londen        |
| 800 meter            | Katie Ledecky                                            | Team USA                      | 8.14,63  | 3 augustus 2012  | Londen        |
| 1500 meter           | Kate Ziegler                                             | The Fish                      | 15.42,54 | 17 juni 2007     | Mission Viejo |
| Rugslag              |                                                          |                               |          |                  |               |
| 50 meter             | Hayley McGregory                                         | Longhorn Aquatics             | 27,80    | 7 juni 2008      | Austin        |
| 100 meter            | Missy Franklin                                           | Team USA                      | 58,33    | 31 juli 2012     | Londen        |
| 200 meter            | Missy Franklin                                           | Team USA                      | 2.04,06  | 3 augustus 2012  | Londen        |
| Schoolslag           |                                                          |                               |          |                  |               |
| 50 meter             | Jessica Hardy                                            | Trojan Swim Club              | 29,80    | 7 augustus 2009  | Federal Way   |
| 100 meter            | Jessica Hardy                                            | Trojan Swim Club              | 1.04,45  | 7 augustus 2009  | Federal Way   |
| 200 meter            | Rebecca Soni                                             | Team USA                      | 2.19,59  | 1 augustus 2012  | Londen        |
| Vlinderslag          |                                                          |                               |          |                  |               |
| 50 meter             | Dara Torres                                              | Coral Springs Club            | 25,50    | 11 juli 2009     | Indianapolis  |
| 100 meter            | Dana Vollmer                                             | Team USA                      | 55,98    | 29 juli 2012     | Londen        |
| 200 meter            | Mary DeScenza                                            | Team USA                      | 2.04,11  | 30 juli 2009     | Rome          |
| Wisselslag           |                                                          |                               |          |                  |               |
| 200 meter            | Ariana Kukors                                            | Team USA                      | 2.06,15  | 27 juli 2009     | Rome          |
| 400 meter            | Katie Hoff                                               | North Baltimore Aquatics Club | 4.31,12  | 29 juni 2008     | Omaha         |
| Vrije slag estafette |                                                          |                               |          |                  |               |
| 4x100 meter          | Missy Franklin Jessica Hardy Lia Neal Allison Schmitt    | Team USA                      | 3.34,24  | 28 juli 2012     | Londen        |
| 4x200 meter          | Dana Vollmer Lacey Nymeyer Ariana Kukors Allison Schmitt | Team USA                      | 7.42,56  | 30 juli 2009     | Rome          |
| Wisselslagestafette  |                                                          |                               |          |                  |               |
| 4x100 meter          | Missy Franklin Rebecca Soni Dana Vollmer Allison Schmitt | Team USA                      | 3.52,05  | 4 augustus 2012  | Londen        |

## Kortebaan (m)
| Legenda:            |
| Huidig wereldrecord |

### Mannen
(Bijgewerkt tot 08/12/2012)
| Afstand              | Zwemmer                                                               | Club                              | Tijd     | Datum            | Plaats       |
| -------------------- | --------------------------------------------------------------------- | --------------------------------- | -------- | ---------------- | ------------ |
| Vrije slag           |                                                                       |                                   |          |                  |              |
| 50 meter             | Anthony Ervin                                                         | Team USA                          | 20,85    | 21 oktober 2012  | Berlijn      |
| 100 meter            | Ian Crocker                                                           | University of Texas               | 46,25    | 27 maart 2004    | East Meadow  |
| 200 meter            | Ryan Lochte                                                           | Team USA                          | 1.41,08  | 15 december 2010 | Dubai        |
| 400 meter            | Peter Vanderkaay                                                      | Club Wolverine                    | 3.34,81  | 22 februari 2009 | Tokio        |
| 800 meter            | Michael Klueh                                                         | Team USA                          | 7.39,90  | 17 december 2011 | Atlanta      |
| 1500 meter           | Erik Vendt                                                            | University of Southern California | 14.31,02 | 25 maart 2000    | Minneapolis  |
| Rugslag              |                                                                       |                                   |          |                  |              |
| 50 meter             | Peter Marshall                                                        | Team USA                          | 22,61    | 22 november 2009 | Singapore    |
| 100 meter            | Nick Thoman                                                           | Team USA                          | 48,94    | 18 december 2009 | Manchester   |
| 200 meter            | Ryan Lochte                                                           | Team USA                          | 1.46,68  | 19 december 2010 | Dubai        |
| Schoolslag           |                                                                       |                                   |          |                  |              |
| 50 meter             | Ed Moses                                                              | Team USA                          | 26,28    | 22 januari 2002  | Stockholm    |
| 100 meter            | Mike Alexandrov                                                       | Team USA                          | 57,18    | 15 december 2010 | Dubai        |
| 200 meter            | Ed Moses                                                              | Team USA                          | 2.02,92  | 17 januari 2004  | Berlijn      |
| Vlinderslag          |                                                                       |                                   |          |                  |              |
| 50 meter             | Ian Crocker                                                           | Team USA                          | 22,71    | 10 oktober 2004  | Indianapolis |
| 100 meter            | Ian Crocker                                                           | University of Texas               | 49,07    | 26 maart 2004    | East Meadow  |
| 200 meter            | Davis Tarwater                                                        | Team USA                          | 1.51,90  | 17 december 2011 | Atlanta      |
| Wisselslag           |                                                                       |                                   |          |                  |              |
| 100 meter            | Ryan Lochte                                                           | Team USA                          | 50,81    | 18 december 2010 | Dubai        |
| 200 meter            | Ryan Lochte                                                           | Team USA                          | 1.50,08  | 17 december 2010 | Dubai        |
| 400 meter            | Ryan Lochte                                                           | Team USA                          | 3.55,50  | 16 december 2010 | Dubai        |
| Vrije slag estafette |                                                                       |                                   |          |                  |              |
| 4x50 meter           | Benjamin Wildman-Tobriner Peter Marshall Andrew Schnell Bobby O'Bryan | Stanford University               | 1.25,69  | 25 maart 2004    | East Meadow  |
| 4x100 meter          | Nathan Adrian Garrett Weber-Gale Ricky Berens Ryan Lochte             | Team USA                          | 3.06,10  | 15 december 2010 | Dubai        |
| 4x200 meter          | Peter Vanderkaay Ryan Lochte Garrett Weber-Gale Ricky Berens          | Team USA                          | 6.49,58  | 16 december 2010 | Dubai        |
| Wisselslagestafette  |                                                                       |                                   |          |                  |              |
| 4x50 meter           | Aaron Peirsol Brendan Hansen Ian Crocker Garrett Weber-Gale           | Texas University                  | 1.34,58  | 26 maart 2004    | East Meadow  |
| 4x100 meter          | Nick Thoman Mike Alexandrov Ryan Lochte Garrett Weber-Gale            | Team USA                          | 3.20,99  | 19 december 2010 | Dubai        |

### Vrouwen
| Afstand              | Zwemmer                                                    | Club                  | Tijd     | Datum            | Plaats          |
| -------------------- | ---------------------------------------------------------- | --------------------- | -------- | ---------------- | --------------- |
| Vrije slag           |                                                            |                       |          |                  |                 |
| 50 meter             | Dara Torres                                                | Team USA              | 23,82    | 17 november 2007 | Berlijn         |
| 100 meter            | Natalie Coughlin                                           | Team USA              | 51,88    | 18 december 2010 | Dubai           |
| 200 meter            | Katie Hoff                                                 | Team USA              | 1.51,91  | 19 december 2010 | Dubai           |
| 400 meter            | Katie Hoff                                                 | Team USA              | 3.57,07  | 17 december 2010 | Dubai           |
| 800 meter            | Kate Ziegler                                               | Team USA              | 8.08,00  | 14 oktober 2007  | Essen           |
| 1500 meter           | Kate Ziegler                                               | Team USA              | 15.32,90 | 12 oktober 2007  | Essen           |
| Rugslag              |                                                            |                       |          |                  |                 |
| 50 meter             | Natalie Coughlin                                           | Team USA              | 27,08    | 22 november 2002 | East Meadow     |
| 100 meter            | Natalie Coughlin                                           | Team USA              | 55,97    | 16 december 2011 | Atlanta         |
| 200 meter            | Missy Franklin                                             | Team USA              | 2.00,03  | 22 oktober 2011  | Berlijn         |
| Schoolslag           |                                                            |                       |          |                  |                 |
| 50 meter             | Jessica Hardy                                              | Team USA              | 28,80    | 15 november 2009 | Berlijn         |
| 100 meter            | Jessica Hardy                                              | Team USA              | 1.02,70  | 19 december 2009 | Manchester      |
| 200 meter            | Rebecca Soni                                               | Team USA              | 2.14,57  | 18 december 2009 | Manchester      |
| Vlinderslag          |                                                            |                       |          |                  |                 |
| 50 meter             | Lara Jackson                                               | Team USA              | 25,17    | 15 november 2009 | Berlijn         |
| 100 meter            | Dana Vollmer                                               | Team USA              | 55,59    | 30 oktober 2010  | Berlijn         |
| 200 meter            | Kathleen Hersey                                            | Team USA              | 2.03,49  | 17 december 2011 | Atlanta         |
| Wisselslag           |                                                            |                       |          |                  |                 |
| 100 meter            | Ariana Kukors                                              | Team USA              | 58,65    | 16 december 2010 | Dubai           |
| 200 meter            | Julia Smit                                                 | Team USA              | 2.04,60  | 19 december 2009 | Manchester      |
| 400 meter            | Julia Smit                                                 | Team USA              | 4.21,04  | 18 december 2009 | Manchester      |
| Vrije slag estafette |                                                            |                       |          |                  |                 |
| 4x50 meter           | Kara Lynn Joyce Neka Mabry Paige Kerns Andrea Georoff      | University of Georgia | 1.37,27  | 18 maart 2004    | College Station |
| 4x100 meter          | Natalie Coughlin Jessica Hardy Dana Vollmer Missy Franklin | Team USA              | 3.28,46  | 17 december 2011 | Atlanta         |
| 4x200 meter          | Katie Hoff Dagny Knutson Missy Franklin Dana Vollmer       | Team USA              | 7.37,42  | 15 december 2010 | Dubai           |
| Wisselslagestafette  |                                                            |                       |          |                  |                 |
| 4x50 meter           | Beth Botsford Amanda Beard Amy Bouta Denali Knapp          | University of Arizona | 1.49,71  | 17 maart 2000    | Indianapolis    |
| 4x100 meter          | Natalie Coughlin Rebecca Soni Dana Vollmer Missy Franklin  | Team USA              | 3.45,56  | 16 december 2011 | Atlanta         |

Nationale records: Amerikaanse records · Australische records · Belgische records · Nederlandse records 
 Internationale records: Olympische records · Wereldrecords · Europese records